# Oddbods: A sorozat
Az Oddbods: A sorozat (eredeti cím: Oddbods) szingapúri 3D-s számítógépes animációs sorozat, az Oddbods rövidfilmsorozathoz kapcsolódik. Míg a rövidfilmsorozatban egy szegmens másfél perces, ebben a sorozatban kb. 8 percet tesz ki, s egyszerre csak egy szegmenset adnak. Amerikában a sorozatot a Disney XD sugározza, Magyarországon a Boomerang.

## Szereplők
A szereplők az "Oddsville" nevű faluban élnek.
Minden Oddbods-karakter különböző személyiségtípust testesít meg.
| Szereplő                | Szín | Jellemző                    | Hang                     |
| ----------------------- | --- | --------------------------- | ------------------------ |
| Newt                    | rózsaszín | aranyos, érzékeny           | Nadia Ramlee             |
| Newt                    | Az érzékeny természetű női bod, Bubbles barátnője. Imád mobilozni és szórakozni. Van egy játékmackója, akihez nagyon ragaszkodik.                                             |                             |                          |
| Bubbles                 | sárga | modern, "kocka"             | Chio Su Ping             |
| Bubbles                 | A feltalálóként tevékenykedő női bod, aki rendszeresen létrehoz valamilyen különleges szerkezetet. Házában egy igazi labort működtet.                                         |                             |                          |
| Jeff                    | bíbor | aprólékos, szigorú          | Jeremy Linn              |
| Jeff                    | A gazdag, rendszerető bod, akinek van egy hatalmas villája. Gyűlöli a rendetlen és a piszkos dolgokat.                                                                        |                             |                          |
| Zee                     | zöld | lusta                       | Jeremy Linn              |
| Zee                     | A lusta, falánk bod, aki egy apró faházban él. Folyamatosan elalszik és tévét néz.                                                                                            |                             |                          |
| Pogo                    | kék | tréfacsináló                | Marlon Dance-Hooi        |
| Pogo                    | A tréfálkozó bod, akinek a háza körül különféle tréfaeszközök vannak. Fagylaltárusként dolgozik, ehhez van egy különleges járműve.                                            |                             |                          |
| Fuse                    | vörös | frusztrált, erős, agresszív | Marlon Dance-Hooi        |
| Fuse                    | A kemény, ingerlékeny bod, aki folyamatosan edz. Egy hatalmas, Monster Truck stílusú autóval közlekedik.                                                                      |                             |                          |
| Slick                   | narancssárga | innovatív, modern           | Chio Su Ping             |
| Slick                   | A partiimádó, laza bod, aki imádja a diszkó-slágereket. Kevés benne a felelősségtudat.                                                                                        |                             |                          |
| Szürke bodok (Greybods) | szürke | -                           | Jeremy Linn Chio Su Ping |
| Szürke bodok (Greybods) | A háttérszereplő bodok, akik nem rendelkeznek különleges frizurával. Szerepük változó: köztük van például a postás, a mozgóbüfés, a villanyóra-leolvasó és az állatbefogó is. |                             |                          |

## Epizódok
A magyar epizódcímeket Pál Tamás mondja be.